# توني مسنبورج
توني مسنبورج (بالإنجليزية: Tony Massenburg)‏ مواليد 31 يوليو 1967 في ساسكس، فرجينيا، هو لاعب كرة سلة أمريكي سابق بدأ مسيرته الاحترافية في سنة 1990. تم اختياره من قبل فريق سان أنطونيو سبرز خلال الدرافت. اعتزل اللعب في 2008.

## المسيرة الاحترافية
لعب مع سان أنطونيو سبرز في موسم 1990–1991، ثم لعب مع شارلوت هورنتس في موسم 1991–1992، ثم لعب مع بوسطن سيلتكس في سنة 1992، ثم لعب مع غولدن ستايت ووريورز في سنة 1992، ثم لعب مع بالاكانسترو ريجيانا في الدوري الإيطالي في سنة 1992، ثم لعب مع بالونكيستو مالقا في الدوري الإسباني في موسم 1992–1993، ثم لعب مع برشلونة في موسم 1993–1994، ثم لعب مع لوس أنجلوس كليبرز في موسم 1994–1995، ثم لعب مع تورونتو رابتورز في موسم 1995–1996، ثم لعب مع فيلادلفيا سفنتي سيكسرز في سنة 1996.

## روابط خارجية
- توني مسنبورج على موقع إن بي أي (الإنجليزية)
- توني مسنبورج على موقع سبورتس رفرنس (الإنجليزية)
- توني مسنبورج على موقع الدوري الإسباني لكرة السلة (الإسبانية)
- توني مسنبورج على موقع كرة السلة الأوروبية.كوم (الإنجليزية)
- توني مسنبورج على موقع كلية كرة السلة في سبورتس رفرنس.كوم (الإنجليزية)
- توني مسنبورج على موقع ريلجم (الإنجليزية)
- توني مسنبورج على موقع بروبوليرز (الإنجليزية)
- توني مسنبورج على موقع سبورتس رفرنس (الإنجليزية)